# Zootrophion griffin
Zootrophion griffin är en orkidéart som beskrevs av Carlyle August Luer. Zootrophion griffin ingår i släktet Zootrophion och familjen orkidéer.
Artens utbredningsområde är Ecuador. Inga underarter finns listade i Catalogue of Life.